# Iqbal Samad
Iqbal Samad (sinh ngày 17 tháng 6 năm 1983 ở Gowa Regency) là một cầu thủ bóng đá người Indonesia hiện tại thi đấu cho Persiba Balikpapan ở Indonesia Soccer Championship.

## Thống kê câu lạc bộ
| Câu lạc bộ         | Mùa giải | Super League | Super League | Premier Division | Premier Division | Piala Indonesia | Piala Indonesia | Tổng    | Tổng      |
| Câu lạc bộ         | Mùa giải | Số trận      | Bàn thắng    | Số trận          | Bàn thắng        | Số trận         | Bàn thắng       | Số trận | Bàn thắng |
| ------------------ | -------- | ------------ | ------------ | ---------------- | ---------------- | --------------- | --------------- | ------- | --------- |
| Bontang FC         | 2009-10  | 28           | 0            | -                | -                | -               | -               | 28      | 0         |
| Bontang FC         | 2010-11  | 9            | 0            | -                | -                | -               | -               | 9       | 0         |
| Persiba Balikpapan | 2010-11  | 12           | 0            | -                | -                | -               | -               | 12      | 0         |
| Persiba Balikpapan | 2011-12  | 13           | 0            | -                | -                | -               | -               | 13      | 0         |
| Tổng               | Tổng     | 62           | 0            | -                | -                | -               | -               | 62      | 0         |